# Mack Gordon
Mack Gordon (Varsovia, Polonia, 21 de junio de 1904-Nueva York, 28 de febrero de 1959) fue un letrista y compositor de canciones para el cine y teatro, de origen polaco y nacionalizado estadounidense. Fue nominado al premio Óscar a la mejor canción original en nueve ocasiones, y lo ganó en una ocasión, por la canción You'll Never Know, con música de Harry Warren para la película Hello, Frisco, Hello, donde era cantada por la popular actriz Alice Faye.
Otra de sus canciones más conocidas fue At Last de 1941, con música igualmente de Harry Warren, escrita para la película Orchestra Wives.

## Lista de sus canciones más populares
- At Last
- Chattanooga Choo-Choo, nominada en 1941 para el Óscar a mejor canción
- Did You Ever See a Dream Walking?
- Goodnight My Love
- I Can't Begin to Tell You
- I Had the Craziest Dream
- I'm Making Believe
- I've Got a Gal in Kalamazoo
- It Happened In Sun Valley
- Mam'selle
- My Heart Tells Me
- Never in a Million Years
- Paris in the Spring
- Serenade in Blue
- The More I See You
- There Will Never Be Another You
- With My Eyes Wide Open, I'm Dreaming
- You Make Me Feel So Young
- You'll Never Know

## Premios y distinciones
Premios Óscar
| Año  | Categoría              | Canción                              | Película                    | Resultado |
| ---- | ---------------------- | ------------------------------------ | --------------------------- | --------- |
| 1941 | Mejor canción original | «Down Argentine Way»                 | Serenata argentina          | Nominado  |
| 1942 | Mejor canción original | «Chattanooga Choo Choo»              | Sun Valley Serenade         | Nominado  |
| 1943 | Mejor canción original | «I've Got a Gal in Kalamazoo»        | Viudas del Jazz             | Nominado  |
| 1944 | Mejor canción original | «You'll Never Know»                  | Hello, Frisco, Hello        | Ganador   |
| 1945 | Mejor canción original | «I'm Making Believe»                 | Sweet and Low-Down          | Nominado  |
| 1947 | Mejor canción original | «I Can't Begin to Tell You»          | The Dolly Sisters           | Nominado  |
| 1948 | Mejor canción original | «You Do»                             | Siempre en tus brazos       | Nominado  |
| 1950 | Mejor canción original | «Through a Long and Sleepless Night» | Come to the Stable          | Nominado  |
| 1951 | Mejor canción original | «Wilhelmina»                         | La calle de las tentaciones | Nominado  |